# Луиза фон Зондербург-Глюксбург
Луиза Каролина Юлиана фон Шлезвиг-Холщайн-Зондербург-Глюксбург (на немски: Luise Karloline Juliane Prinzessin von Schleswig-Holstein-Sonderburg-Glücksburg; * 6 януари 1858, дворец Луизенлунд, Кил, Шлезвиг-Холщайн; † 2 юли 1936, Марбург а.д. Лан, Хесен), от фамилията Олденбург, е принцеса от Шлезвиг-Холщайн-Зондербург-Глюксбург и чрез женитба княгиня на Валдек-Пирмонт (1845 – 1893).

## Биография
Тя е втората дъщеря, третото дете, на херцог Фридрих фон Шлезвиг-Холщайн-Зондербург-Глюксбург (1814 – 1885) и съпругата му принцеса Аделхайд фон Шаумбург-Липе (1821 – 1899), дъщеря на 1. княз Георг Вилхелм фон Шаумбург-Липе (1784 – 1860) и принцеса Ида фон Валдек-Пирмонт (1796 – 1869). Племенница е на датския крал Кристиан IX (упр. 1863 – 1906).
Луиза отива да живее в Марбург след смъртта на съпруга ѝ ̀ княз Георг Виктор фон Валдек-Пирмонт († 12 май 1893, Бохемия).
Тя мира на 78 години на 2 юли 1936 г. в Марбург а.д. Лан в Хесен. Погребана е до синът ѝ Волрад в Роден.

## Фамилия
Луиза фон Зондербург-Глюксбург се омъжва на 29 април 1891 г. в Луизенлунд за княз Георг Виктор фон Валдек-Пирмонт (* 14 януари 1831, Аролзен; † 12 май 1893, в Мариенбад, Бохемия), син на княз Георг II фон Валдек-Пирмонт (1789 – 1845) и съпругата му принцеса Ема фон Анхалт-Бернбург-Шаумбург-Хойм (1802 – 1858), дъщеря на княз Виктор II фон Анхалт-Бернбург-Шаумбург-Хойм и Амалия фон Насау-Вайлбург. Тя е втората му съпруга. Те имат един син:
- Принц Виктор Волрад Фридрих Адолф Вилхелм Алберт (* 26 юни 1892, Аролзен; † 17 октомври 1914), убит на 22 години в битка при Морследе в Белгия през Първата световна война.

- Княз Георг Виктор фон Валдек-Пирмонт
- Синът ѝ принц Волрад фон Валдек-Пирмонт
- Герб на Валдек-Пирмонт